# 황제처럼
황제처럼은 식물줄기세포(Plant Stem cell) 배양기술을 이용한 씨엠씨바이오에서 출시된 대한민국의 산삼식품 브랜드이다. "황제처럼 먹고 누리자"라는 의미이다.
황제처럼은 식물줄기세포 배양기술로 산삼 줄기세포 원료를 사용하는 산삼 식품 브랜드로 상표의 상품분류는 05,29이다.
황제처럼은 2020년 6월 19일 출원하였다.